# Shinsadong Tiger
Lee Ho-yang (en hangeul : 이호양), plus connu sous son nom de scène Shinsadong Tiger (en hangeul : 신사동호랭이, Shinsadong Horaengi), né le 3 juin 1983 à Gwangyang et mort le 23 février 2024 à Séoul, est un auteur-compositeur et producteur sud-coréen.
Après avoir débuté en 2001 à l'âge de 18 ans (19 selon le système coréen), il enchaîne les petits boulots afin de financer sa carrière musicale. Il devient une figure proéminente de l'industrie K-pop et est responsable d'un grand nombre de chansons populaires. En 2010, il est nommé le « New Generation Producer » (producteur de la nouvelle génération) lors de la 18e cérémonie des Korean Culture Entertainment Awards, et il est nommé comme l'une des figures les plus influentes de l'industrie musicale coréenne en 2011 par OSEN. Lee fonde récemment son propre label, AB Entertainment, dans lequel il fait débuter son girl group EXID.

## Biographie

### Jeunesse
Lee Ho-yang naît le 3 juin 1983 à Gwangyang en Corée du Sud. Son école primaire se trouve à Pohang. Sa fascination pour la musique apparaît au collège. Il auditionne chez JYP Entertainment mais n'est pas été sélectionné.

### Carrière
Shinsadong Tiger débute à 19 ans, et parvient à la notoriété pour son travail avec les artistes K-pop. Bien qu'il ait composé pour divers artistes, il est aussi réputé pour la gestion de son nouveau groupe féminin EXID et l'ouverture de la Modern K Music Academy. Il est critiqué pour s’aligner sur les tendances de la musique populaire et pour produire de la musique « commerciale »  pour idoles.
En 2011, il sort son single auto-produit, Supermarket – The Half, dans lequel Yoon Doo-joon, Yong Jun-hyung et Lee Gi-kwang de Beast figurent sur la piste Should I Hug Or Not? (coréen : 안을까 말까).
En 2012, il sort son nouvel album Supermarket – Another Half, qui comprend les morceaux Over and Over de 4minute, Stop Doing That de G.NA et In the Cloud, un morceau solo de Son Dong-woon de Beast. In The Cloud est sorti le 24 avril à minuit heure coréenne.
En mai 2014, Wellmade Yedang est devenu le plus gros actionnaire dans l'agence de Shinsadong Tiger, Cashmere Records.

### Mort
Shinsadong Tiger meurt le 23 février 2024 chez lui à l’âge de 40 ans.

## Discographie

### Singles digitaux
- 2011 : Supermarket – The Half (crédité à Beast)
- 2011 : Super Hero (Shinsadong Tiger et Mighty Mouth)

## Récompenses
| Année | Travail nommé                                   | Cérémonie                    | Récompense                | Résultat |
| ----- | ----------------------------------------------- | ---------------------------- | ------------------------- | -------- |
| 2008  | One More Time (Jewelry)                         | Golden Disk Awards           | Daesang digital           | Lauréat  |
| 2009  | Hot Issue (4minute)                             | Cyworld Digital Music Awards | Rookie du mois — juin     | Lauréat  |
| 2009  | Mystery (BEAST)                                 | Cyworld Digital Music Awards | Rookie du mois — décembre | Lauréat  |
| 2011  | HuH (4minute)                                   | Seoul Music Awards           | Prix Bonsang              | Lauréat  |
| 2011  | Soom (BEAST)                                    | Seoul Music Awards           | Prix Bonsang              | Lauréat  |
| 2011  | Shock (BEAST)                                   | Seoul Music Awards           | Prix Bonsang              | Lauréat  |
| 2011  | Fiction (BEAST)                                 | KBS Music Festival           | Chanson de l'année        | Lauréat  |
| 2011  | Mirror Mirror (4minute)                         | Golden Disk Awards           | Prix Bonsang digital      | Lauréat  |
| 2011  | Fiction and Fact (BEAST)                        | Golden Disk Awards           | Prix disque Bonsang       | Lauréat  |
| 2013  | U&I (Ailee) NoNoNo (A Pink) Now (Trouble Maker) | MelOn Music Awards           | Prix d'auteur-compositeur | Lauréat  |